# مقاومت تماسی
اصطلاح مقاومت تماسی به سهمی در مقاومت کل یک سیستم اشاره دارد که می‌تواند به واسطه‌های تماسی سطوح پایه‌ها و اتصالات الکتریکی برخلاف مقاومت ذاتی نسبت داده شود. این اثر با اصطلاح مقاومت الکتریکی تماسی (ECR) توصیف می‌شود و درنتیجه محدودیت نواحی تماس واقعی در یک رابط و وجود لایه‌های سطحی مقاوم یا لایه‌های اکسیدی بوجود می‌آید. ECR ممکن است با گذشت زمان تغییر کند، اغلب کاهش می‌یابد، در فرآیندی که به عنوان خزش مقاومت شناخته می‌شود. ایده افت احتمالی الکترود تزریق توسط ویلیام شاکلی برای توضیح تفاوت بین نتایج تجربی و مدل تقریبی تدریجی کانال مطرح شد. علاوه بر اصطلاح ECR، مقاومت رابط، مقاومت انتقالی یا اصطلاح تصحیح نیز استفاده می‌شود. اصطلاح مقاومت پارازیتیک به عنوان یک اصطلاح عمومی تر استفاده می‌شود، که معمولاً تصور می‌شود که مقاومت تماسی یک جزء اصلی است.

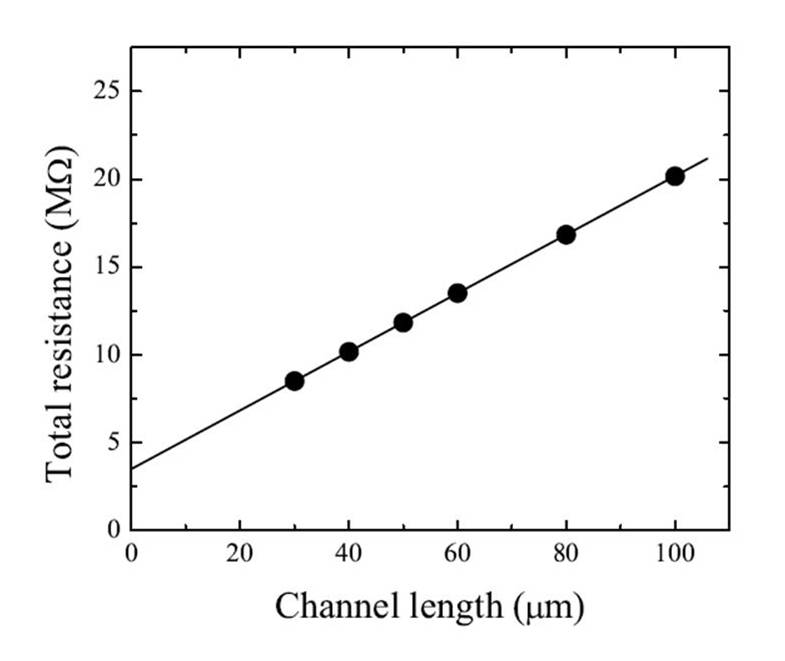
رسم برآورد مقاومت تماسی با روش خط انتقال.